# ヒュンダイ・クーペ
ヒョンデ・クーペは、現代自動車がかつて生産していたクーペ型の乗用車である。
「クーペ」は輸出名で、仕向け地によって名称は異なる（詳しくは後述）。

## 名称について
この車両は、地域によって異なる名称が与えられている。主な地域と名称の関係は以下の表を参照のこと。
| モデル   | 韓国                                                             | アメリカ オーストラリア     | ヨーロッパ | 日本       |
| -------- | ---------------------------------------------------------------- | --------------------------- | ---------- | ---------- |
| 初代前期 | ティブロン (Tiburon/티뷰론)                                      | ティブロン (Tiburon/티뷰론) | クーペ     | (導入なし) |
| 初代後期 | ティブロン・タービュランス (Tiburon Turbulence /티뷰론 터뷸런스) | ティブロン                  | クーペ     | (導入なし) |
| 2代目    | トスカーニ (Tuscani/투스카니)                                    | ティブロン                  | クーペ     | クーペ     |

## 歴史
文献によっては「ティブロン」が初代、「ティブロン・タービュランス」が2代目、「トスカーニ」が3代目と扱われる場合もあるので注意を要する。

### 初代 RD（1996年 - 2001年）

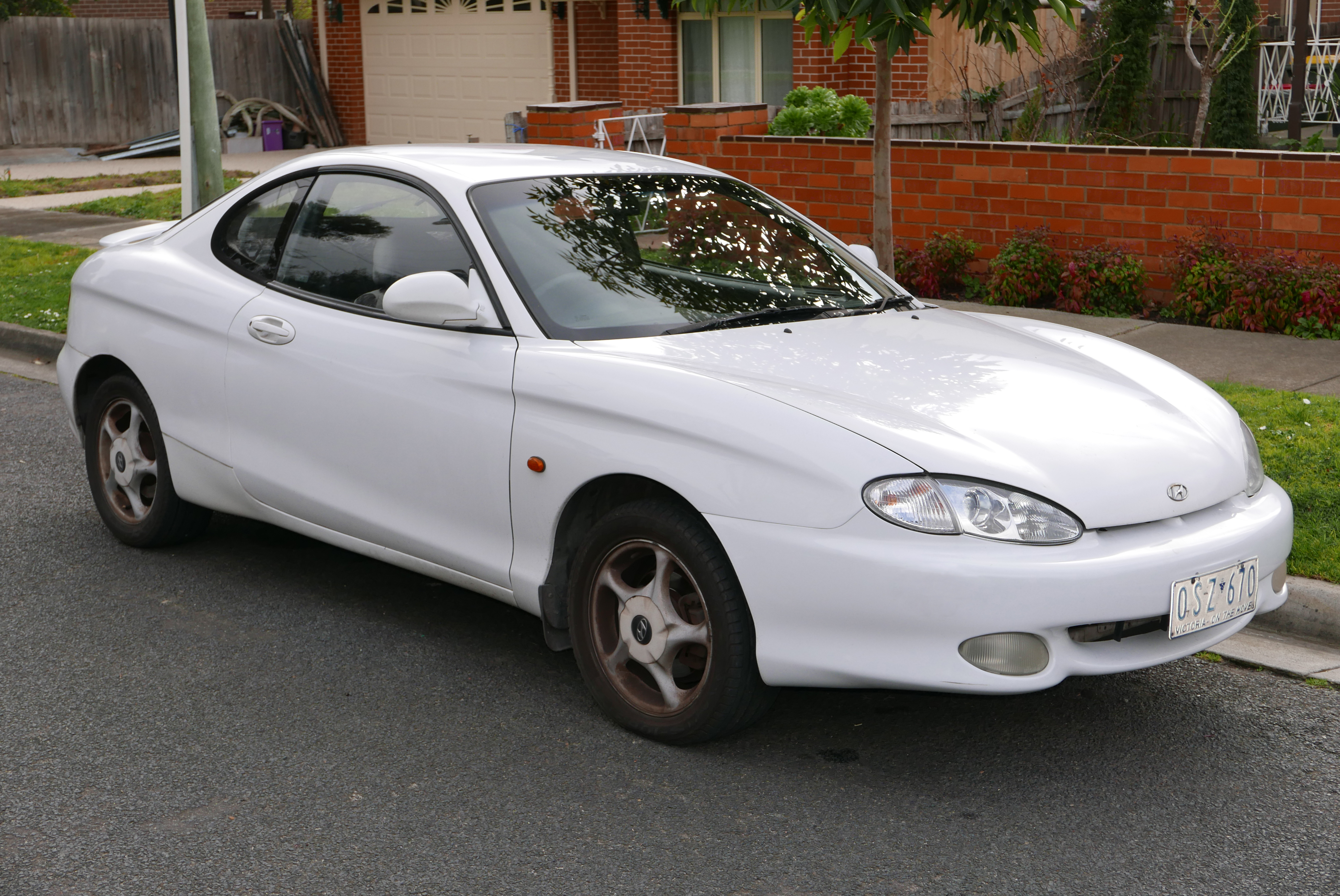
前期型（ティブロン）

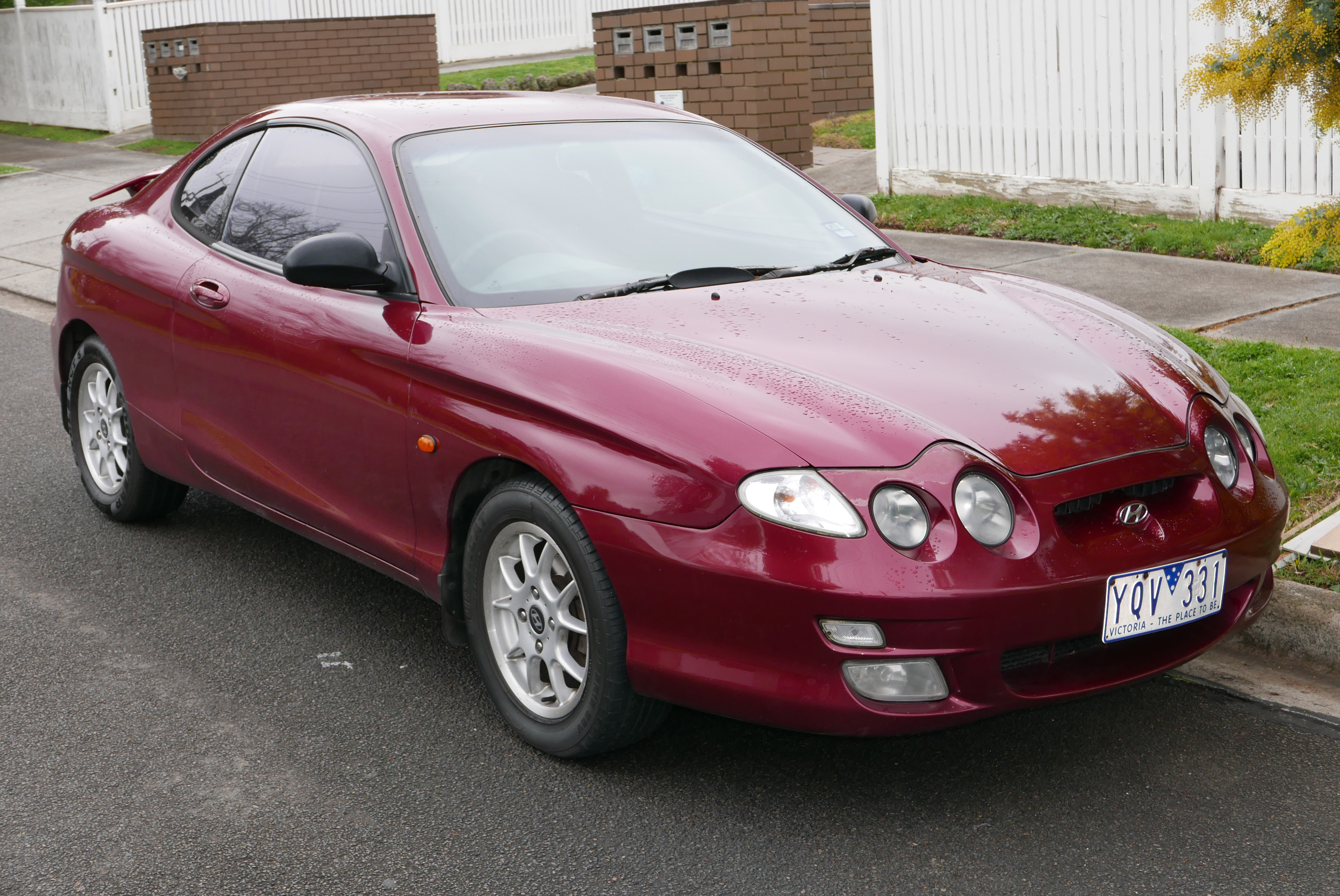
後期型（ティブロン・タービュランス）

1996年4月、ティブロンを発表。プラットフォームはJ2型アバンテをベースとし、駆動方式は前輪駆動。直列4気筒 2.0 L DOHCのベータ (β) エンジンを搭載、後に1.8 Lを追加。販売地域によっては1.6 Lも設定。5MTまたは4ATを組み合わせる。マクファーソン・ストラットのサスペンションはポルシェとの共同開発による。
1999年5月、フェイスリフトモデルのティブロン・タービュランスを発表。エンジンのラインナップは変更なし。
ヒュンダイは英国のMSD（モータースポーツ・ディベロップメント）に半ば委託する形で、ティブロンのF2キットカーを開発してラリーへの参戦を行っていた。そのためイギリスでは1998年に「F2」、1999年に「F2エボリューション」という市販の特別仕様車をそれぞれ発売している。1999年にクーペはAPRC（アジアパシフィックラリー選手権）の二輪駆動部門のタイトルを獲得し、WRCと併催のFIA 2.0リッターカップでも年間2位に入った。また米国のSCCAプロラリー（ラリー・アメリカの前身）では四輪駆動に換装したティブロンが参戦し、マニュファクチャラーズ選手権を6連覇した。
この世代は日本市場へは正規輸入されていない。

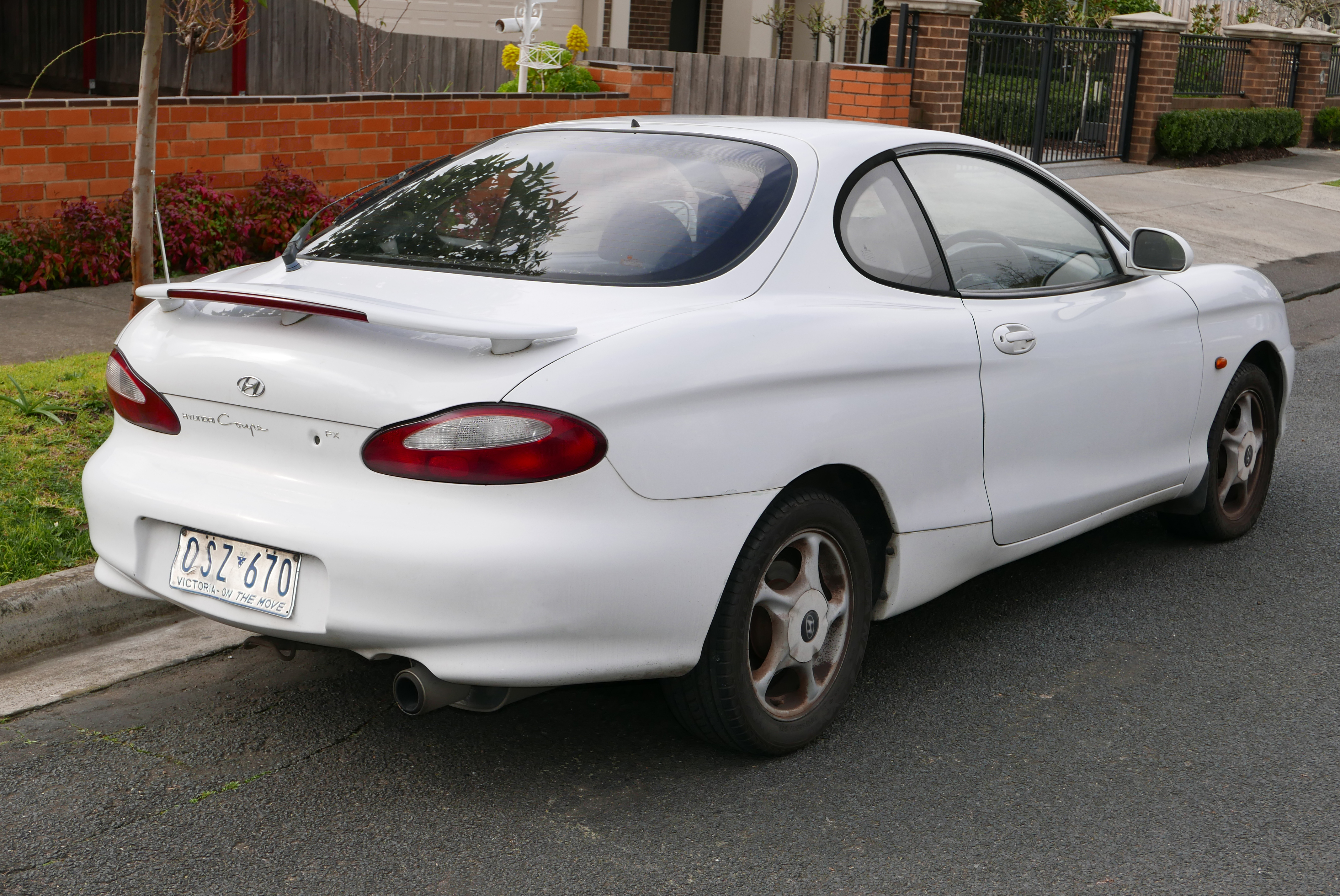
前期型 リア
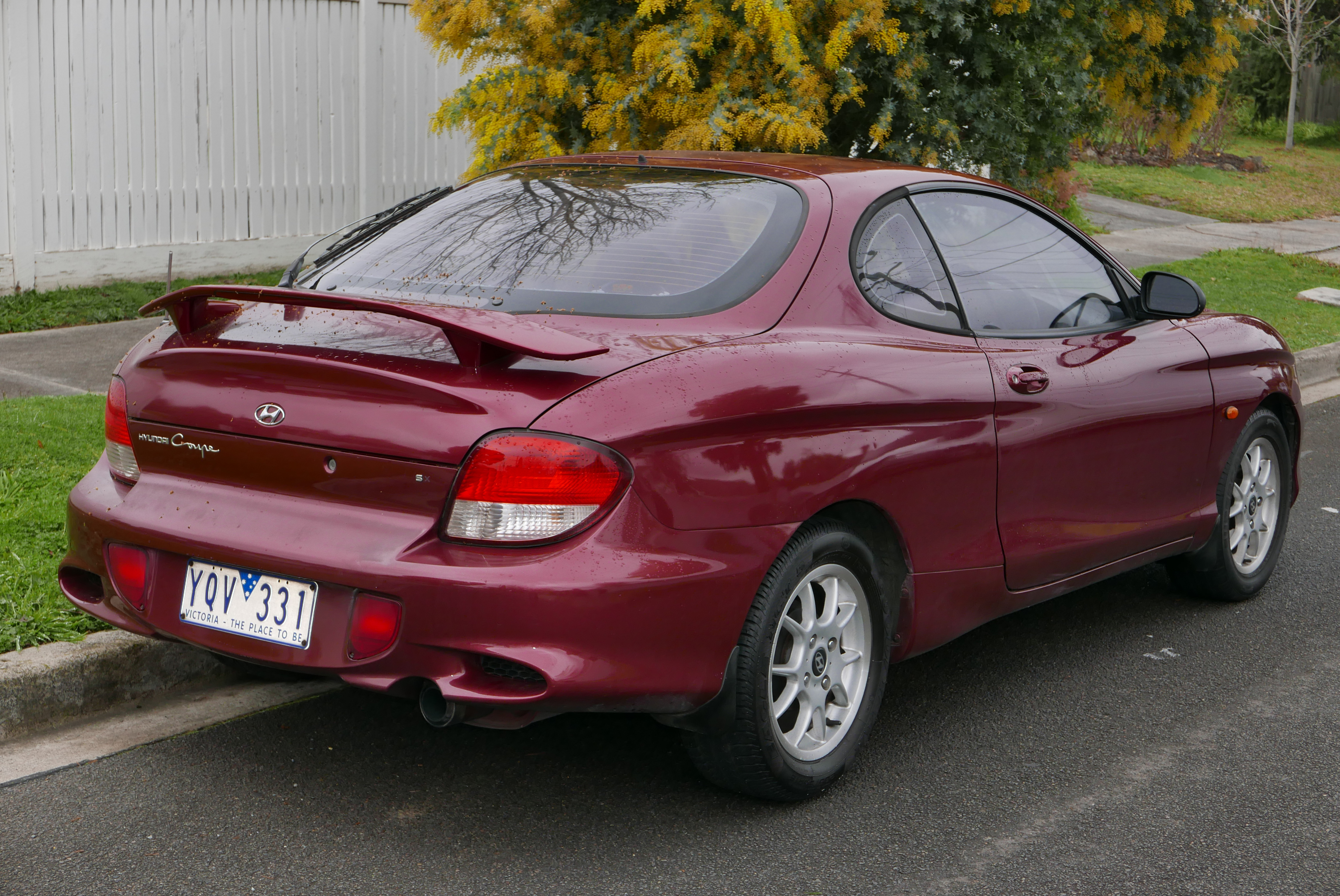
後期型 リア

### 2代目 GK（2001年 - 2008年）

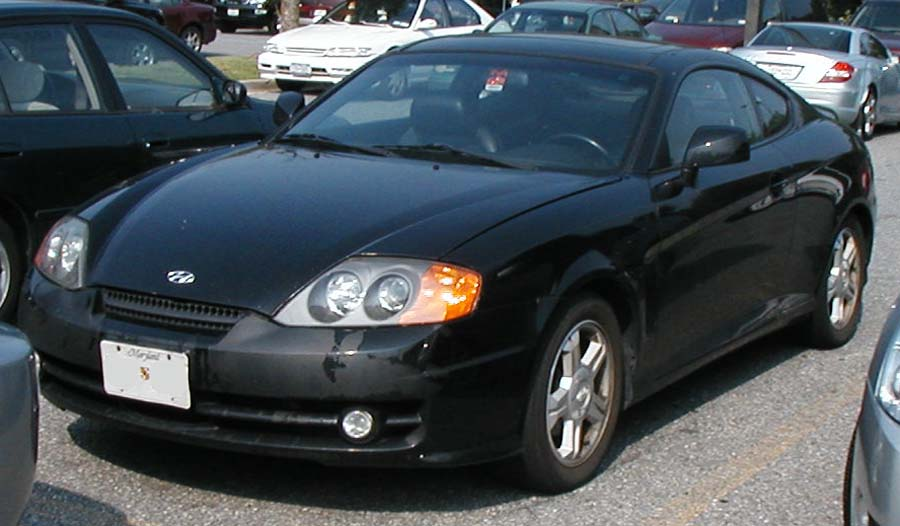
前期型

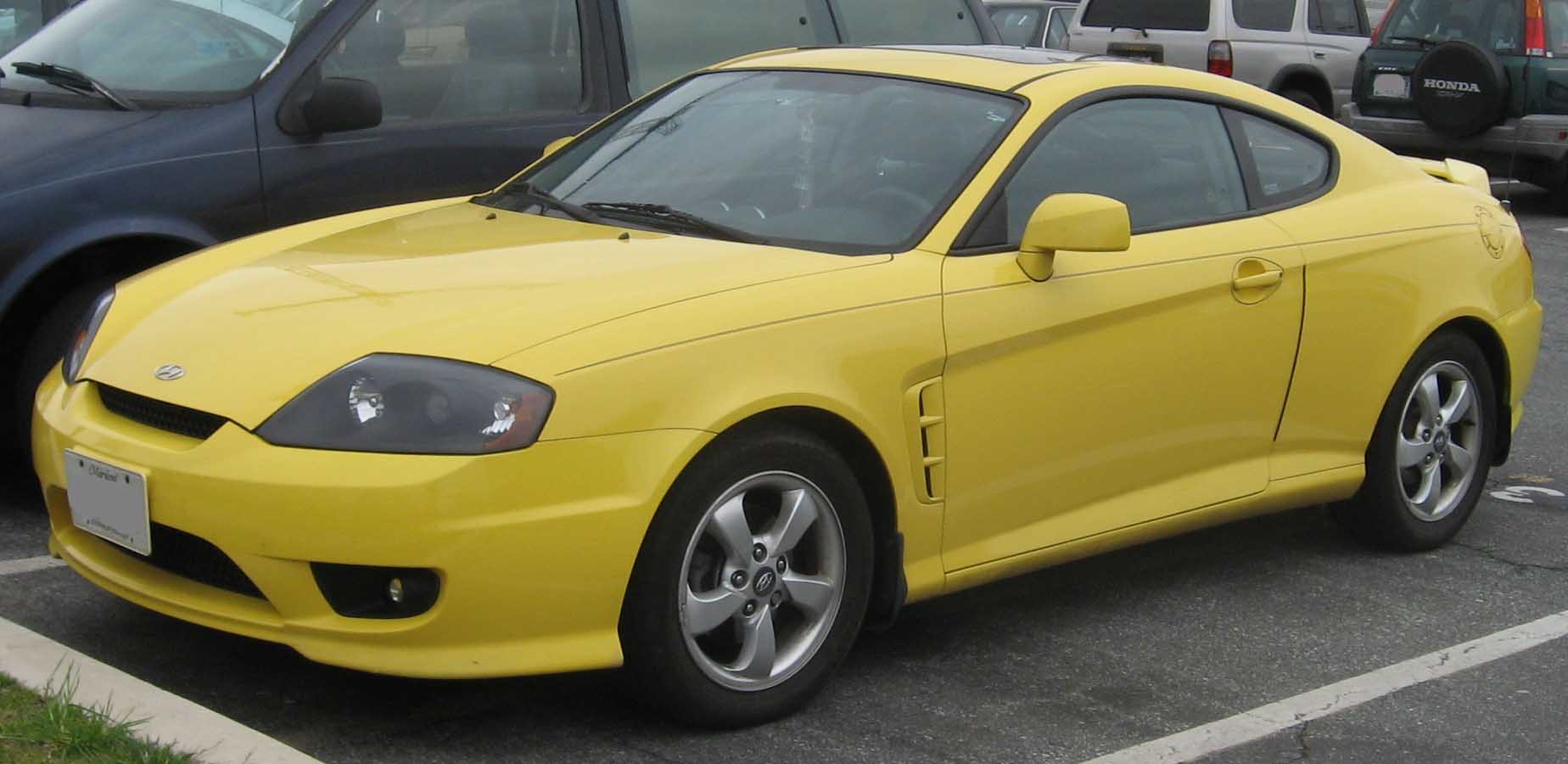
中期型

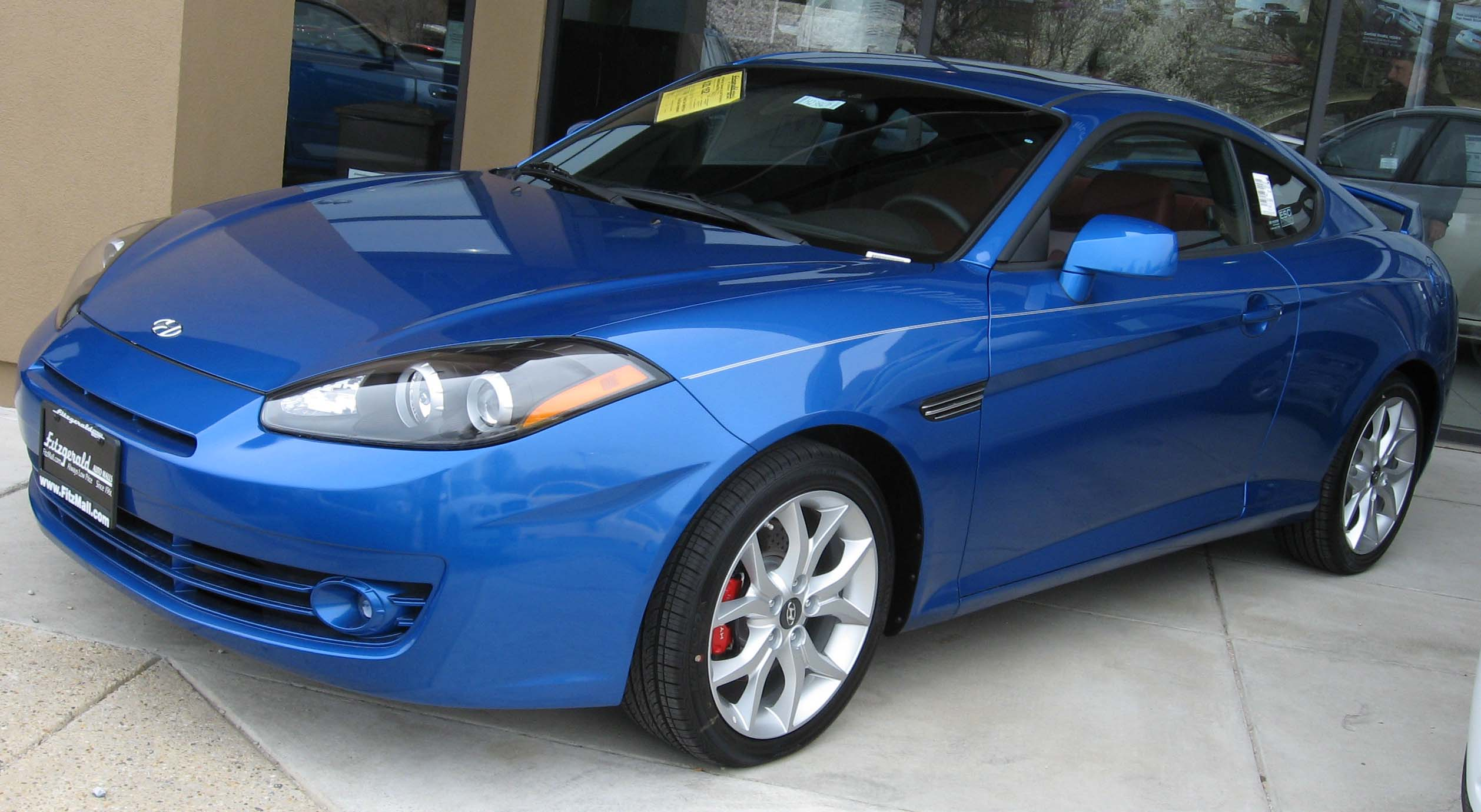
後期型

2001年9月、2代目となるトスカーニを発表。エンジンは2.7 L V型6気筒DOHC デルタ（δ）エンジン、2.0 L 直列4気筒DOHC ベータ (β) エンジン、1.6 L 直列4気筒を設定（地域によりラインナップは異なる）。駆動方式は前輪駆動、燃料はレギュラーガソリンである。トランスミッションは5MT/6MT/4ATを設定する。
日本市場では2002年4月2日、ヒュンダイ・クーペの名で発売。日本仕様車（GK27型）は2.7 L V型6気筒DOHCエンジンのみの設定で、6MTかスポーツモード付き4ATが組み合わされる。
2004年9月、マイナーチェンジ。バンパー・灯火類・フェンダーダクト･ホイール等のデザイン変更のほか、HIDヘッドランプやVDC、パワーブレーキシステムを採用。
2006年10月、2度目のマイナーチェンジで後期型となる。主にフロントマスクのデザインが大きく改められたほか、テールランプの意匠も変更されている。日本市場へは2007年3月から導入され、競合していたトヨタ・セリカやホンダ・インテグラが相次いで販売終了となったこともあり、クーペ系車種とすしては数少ない300万円を大きく下回る価格で販売されていたが、2008年6月頃に輸入販売を終了した。
韓国ではチューニングカーのベース車としても支持を受け、特に2.7 L車「Elisa」のザックスサスペンションを2.0 L車に流用したり、前期と後期間のいわゆる顔面スワップといった後天的改造がみられ、さらには2.0 L車においてボルトオンターボなどのチューニングが流行した。日本でも新車情報としてOPTION2に掲載されたほか、Bee☆Rがチューニングカーを制作して同誌に掲載されたこともあった。

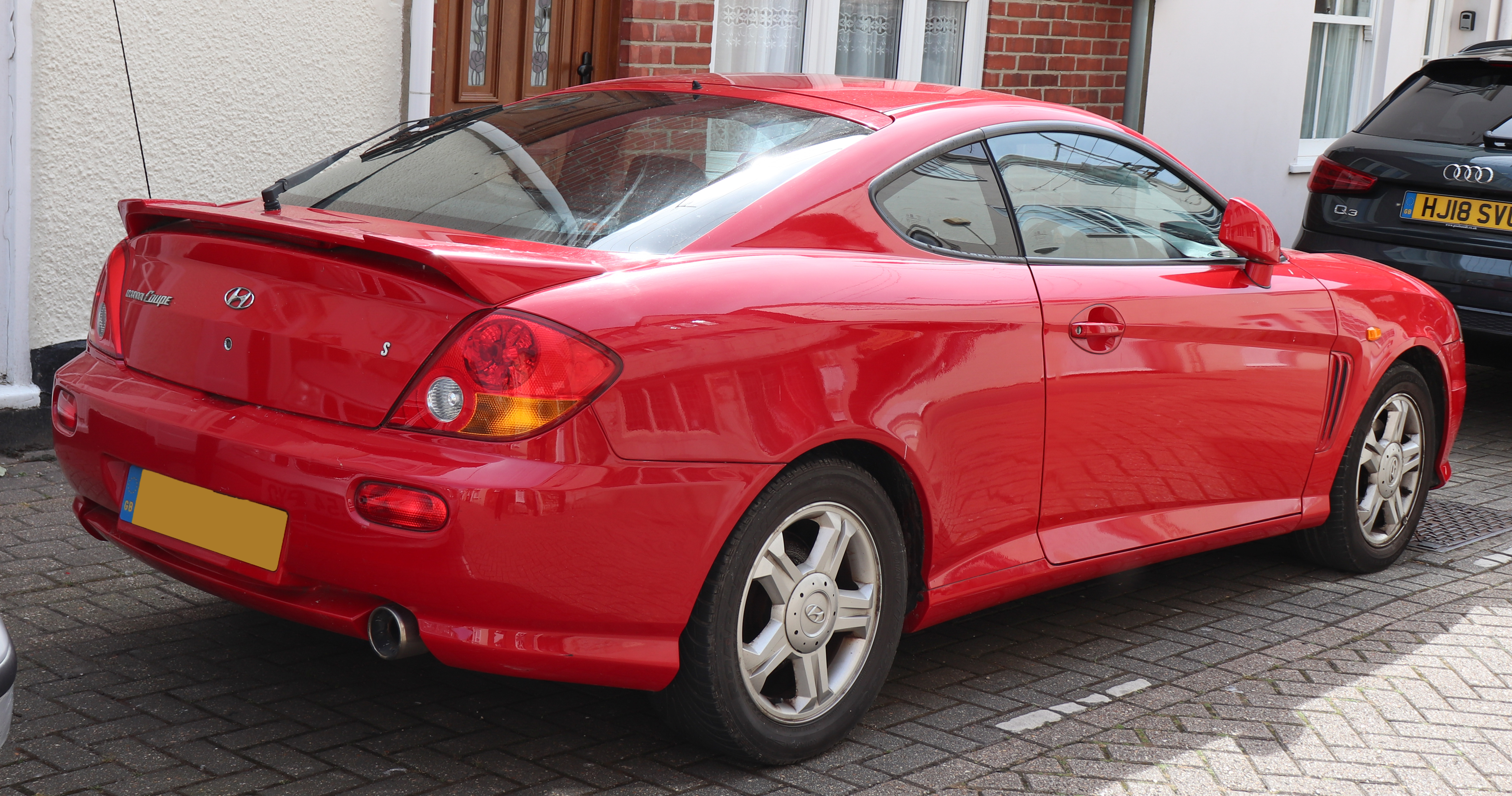
前期型 リア
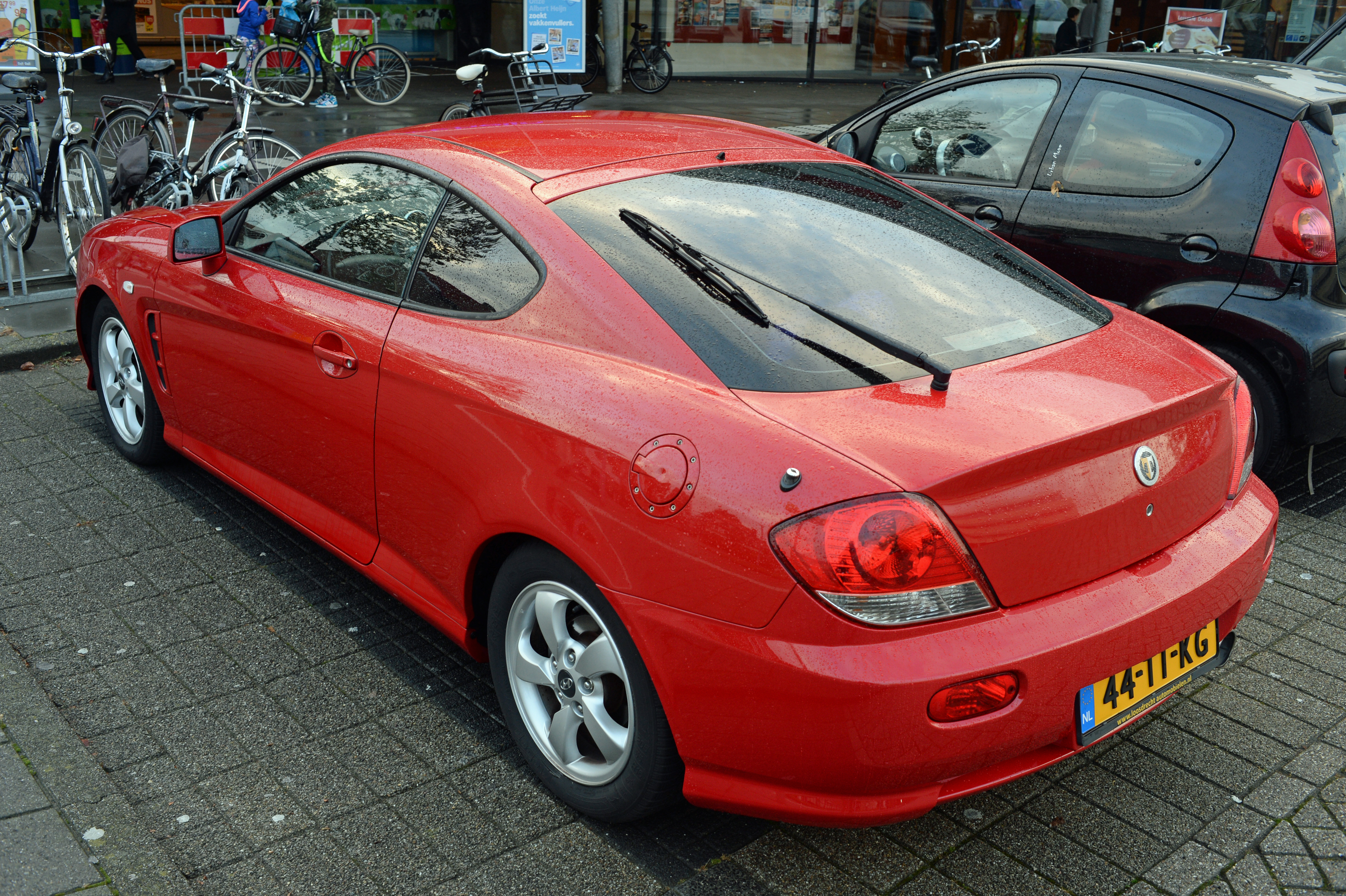
中期型 リア
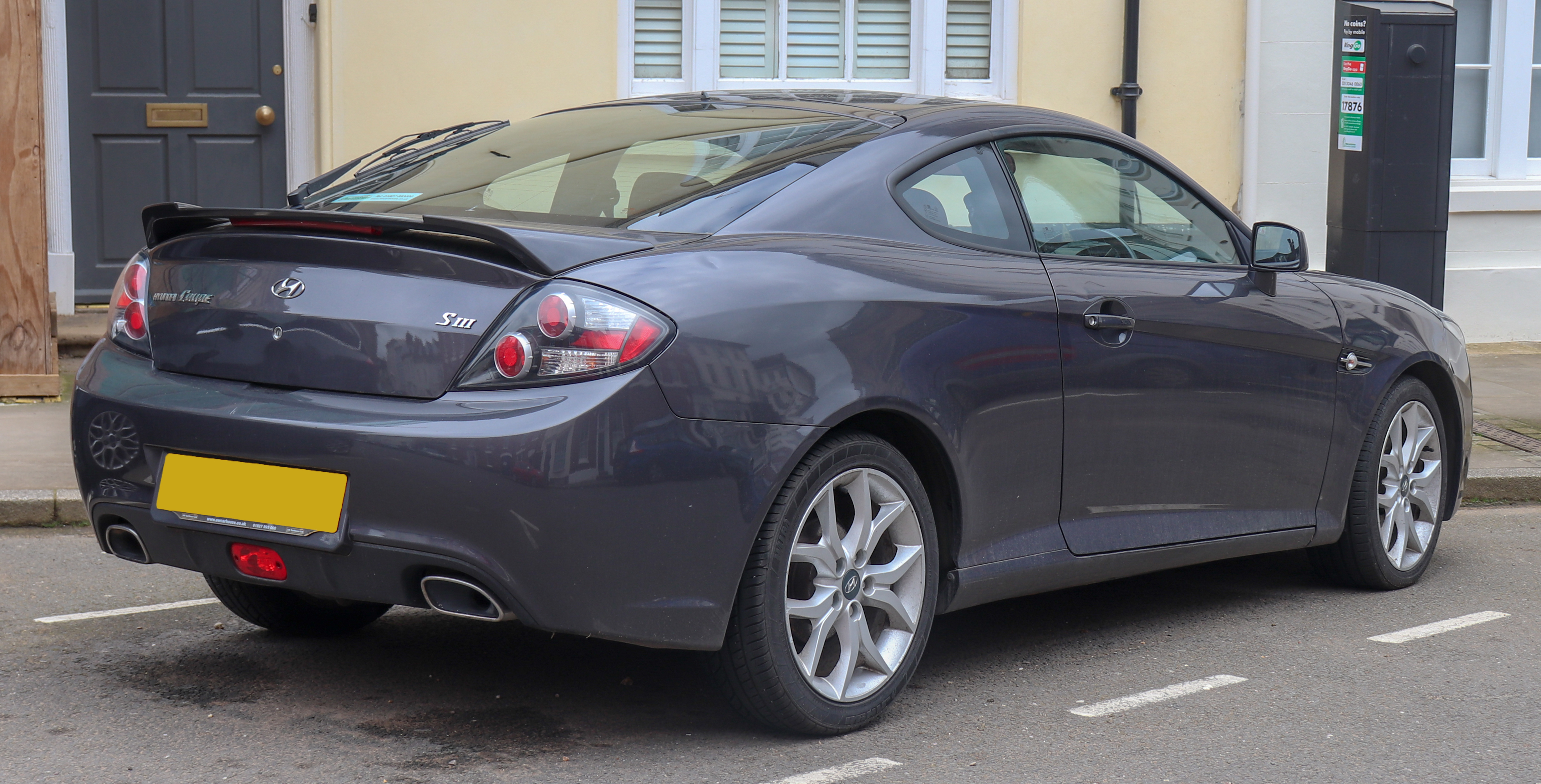
後期型 リア

#### ヒュンダイ・CCS
2003年、カルマン社の協力の下、トスカーニをベースとしたスタディモデルの4人乗りオープンカー「ヒュンダイ・CCS｣が発表された。CCSとはCoupe Convertible Studyの略である。同年の東京モーターショーなど多くにイベントで披露されたが、参考出品にとどまっており市販化はされなかった。

## 車名の由来
- Coupe･･･フランス語で「2人乗りの箱形馬車(coupé)｣。
- Tiburon･･･スペイン語で｢鮫｣。
- Turbulence･･･英語で｢乱気流｣。
- Tuscani･･･古代ローマ文明の発祥地であるイタリア・トスカーナ地方を指す。